# SN 1998az
SN 1998az – supernowa typu Ia odkryta 22 marca 1998 roku w galaktyce A105721-0325. W momencie odkrycia miała maksymalną jasność 22,70m.